# 611th Air Operations Center
Il  611th Air Operations Center è un centro di controllo della U.S.Pacific Air Forces. Il suo quartier generale è situato presso la Joint Base Elmendorf-Richardson, in Alaska.

## Organizzazione
Attualmente, al settembre 2017, esso controlla:
- 611th Combat Operations Division (COD)
- 611th Strategy Plans Division (SPD)
- 611th Intelligence, Surveillance and Reconnaissance Division (ISRD)
- 611th Training and Exercises Branch (TEB)
- 611th Standardization and Evaluation (CCV)
- Alaska Rescue Coordination Center